# Glypta cesta
Glypta cesta är en stekelart som beskrevs av Dasch 1988. Glypta cesta ingår i släktet Glypta och familjen brokparasitsteklar. Inga underarter finns listade i Catalogue of Life.